# Фабри (Лука)
Фабри је насеље у Италији у округу Лука, региону Тоскана.
Према процени из 2011. у насељу је живело 139 становника. Насеље се налази на надморској висини од 22 м.